# Otto Frowein

Otto Frowein

Otto Frowein (* 27. März 1899 in Barmen; † 31. Dezember 1945) war ein deutscher Politiker (NSDAP) und SA-Brigadeführer.

## Leben und Wirken
Nach dem Schulbesuch erlernte Frowein den Beruf eines Elektrotechnikers. Als Jugendlicher nahm er mit dem Reserve-Infanterieregiment 16 und dem Infanterieregiment 31 am Ersten Weltkrieg teil. Zum 1. Januar 1926 trat er in die SA und zum 29. Oktober 1926 in die NSDAP ein (Mitgliedsnummer 46.316). Er wurde 1927 zum Sturmführer befördert und 1931 mit der Führung des Sturmbannes I/171 beauftragt. Von 1932 bis zum Januar 1934 führte Frowein die SA-Standarte 171 in Wuppertal. 
Nach der Machtübertragung an die Nationalsozialisten erhielt Frowein im November 1933 ein Mandat im nationalsozialistischen Reichstag, das er bis zum Ende der NS-Herrschaft im Frühjahr 1945 innehatte. In der SA war er für Standarten in Geilenkirchen (Januar 1934 bis September 1935) und Aachen (September 1935 bis April 1937) verantwortlich, ehe er im Mai 1937 nach Berlin wechselte und dort die Führung der SA-Standarte „Horst Wessel“ übernahm. Im April 1944 wurde Frowein, zu dieser Zeit der SA-Gruppe Niedersachsen zugeordnet, zum SA-Brigadeführer befördert.
Froweins genaues Todesdatum ist unbekannt; durch einen Beschluss des Amtsgerichts Wuppertal vom Februar 1957 wurde der 31. Dezember 1945 als amtliches Todesdatum festgesetzt.